# Панорамна камера Doppel-Sport

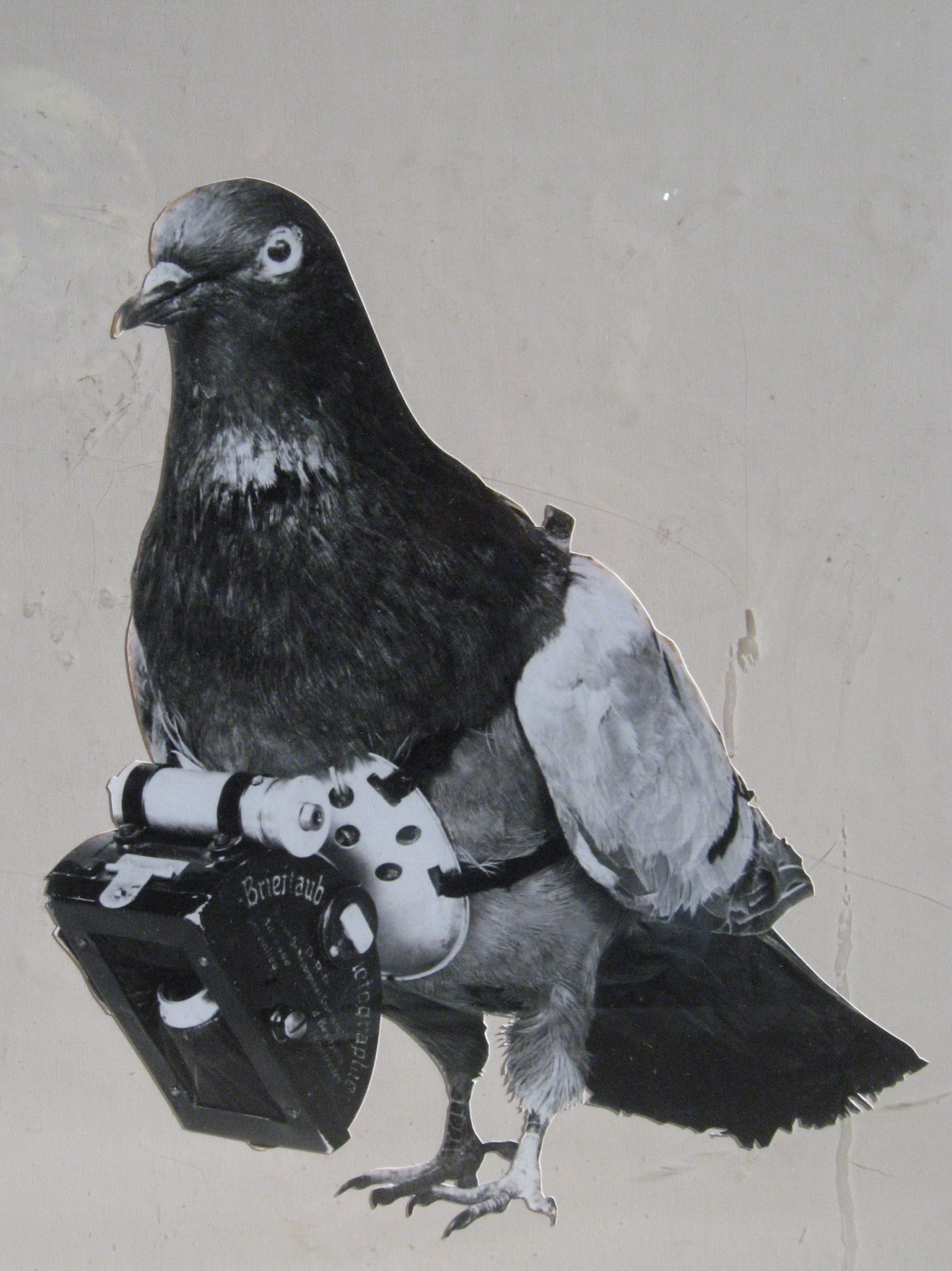
Поштовий голуб із панорамною камерою Нойброннера, 1910 рік

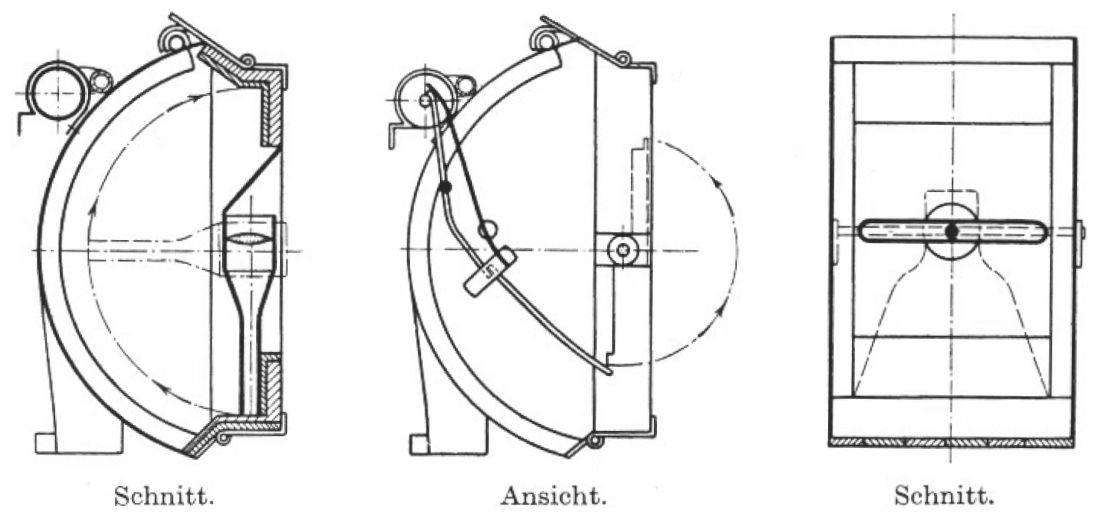
Креслення панорамної камери Doppel-Sport

Панорамна камера Doppel-Sport — це офіційна назва панорамної фотокамери, винайденої німецьким фотографом та винахідником Юліусом Нойброннером із Кронберга, Франкфурт. Над технологією винахідник працював із 1909 року, а першу модель виготовив через три роки. Цей тип фотоапарата призначався передусім для використання в голубиній аерофотозйомці. Камера характеризувалася як легка, мініатюрна фотокамера, яку можна одягати на груди голуба за допомогою невеличкої шкіряної упряжі та спеціального алюмінієвого панцира. Камера була обладнана спеціальним механізмом синхронізації (таймером), який дозволяв робити перерви між окремими знімками, а також — поворотним об'єктивом. Фотоапарат працював із плівкою формату 3 х 8 см. Здатен був виконати навіть до 35 автоматичних знімків.
Проте Нойброннерові так і не вдалося знайти виробника ні для цієї, ані для будь-яких інших моделей своїх камер. Жодна з них так і не вийшла у серійне виробництво.
Сьогодні моделі цього фотоапарата зберігаються в музеї замку Кронберг, а також в Берлінському технологічному музеї та у Німецькому музеї в Мюнхені.
Приблизно в 1930-40-х роках одна з моделей опинилася в майстерні швейцарського годинникаря Крістіана Адріана Міхеля (1912–1980) з м. Вальде, що у Шмідрюді. Міхель переробив камеру Нойброннера під формат плівки 16 мм, а потім ще й вдосконалив її, замінивши пневматичний механізм таймера для регулювання проміжків часу між знімками годинниковим, а також додавши механізм для перемотування плівки. При цьому йому вдалося зробити це в рамках тієї ж ваги пристрою, яка була і до цього. Міхель запатентував свій винахід у 1937 році, але його план продати камеру швейцарській армії провалився внаслідок того, що він так і не спромігся знайти виробника, який погодився б на серійне виробництво. На сьогодні можна стверджувати, що було виготовлено не більше ніж 100 камер такого типу.
У вісімдесятих Рольф Оберлендер представив невелику кількість високоякісних копій моделі панорамної камери Doppel-Sport, які у 1999 році перейшли під опіку Швейцарського музею фотографії. Деякі з них небезпідставно подавалися як оригінали.